# النعيمية (العراق)
النعيمية هي بلدة بالجنوب من مدينة الفلوجة في محافظة الأنبار في العراق.